# Nella Dan

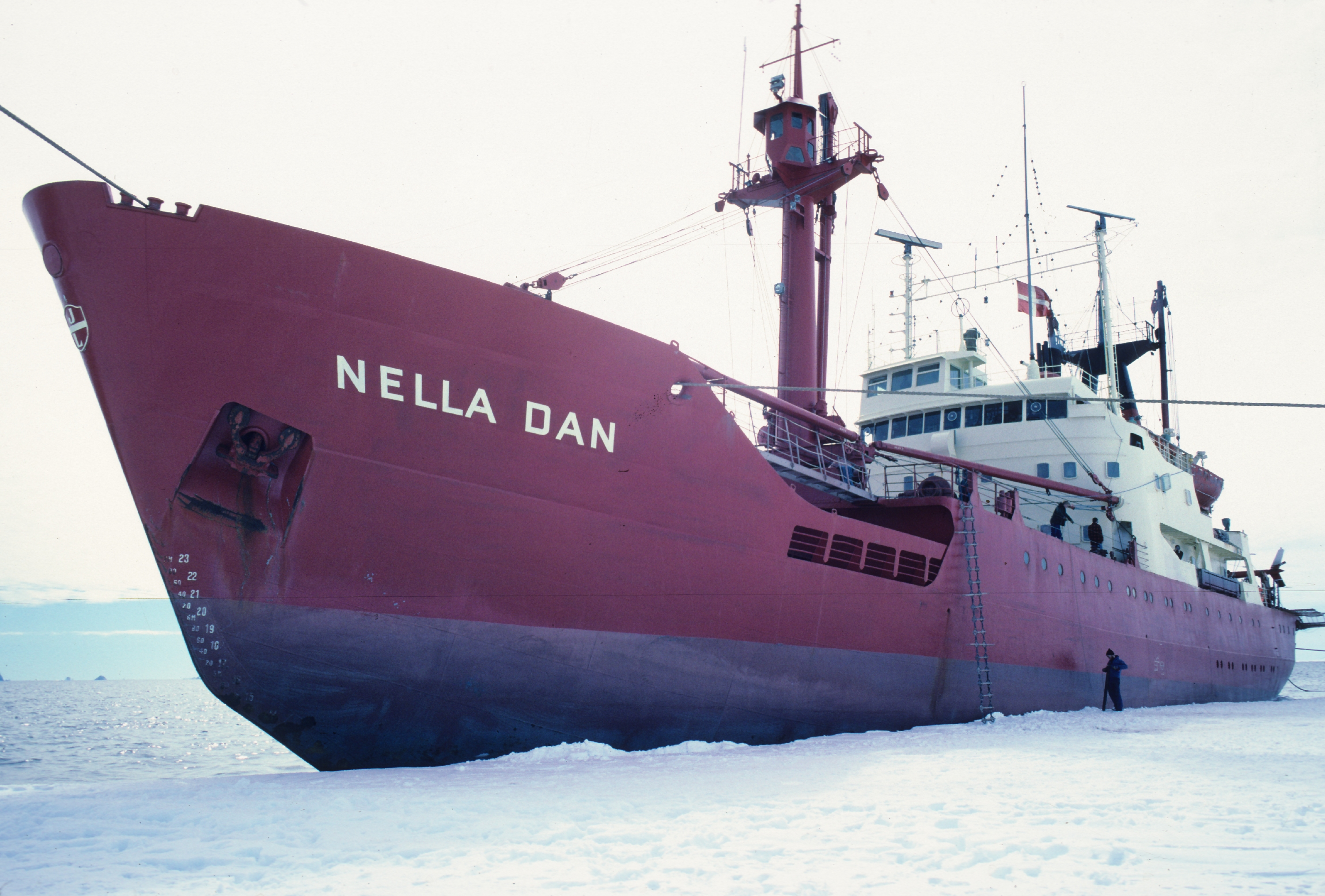
Nella Dan

Die Nella Dan war ein Schiff im antarktischen Einsatz, das nach dem Bau 1961 im Jahre 1962 in Dienst gestellt wurde und 1987 vor der Macquarieinsel sank. Sie befuhr 25 Jahre lang antarktische Gewässer, womit sie bis heute das „dienstälteste“ Antarktisschiff geblieben ist.

## Bau und technische Daten
Die Nella Dan wurde für die dänische Reederei J. Lauritzen A/S hergestellt und wies spezielles Eisbrecherzubehör auf: einen Eisbrechersteven, Zwischenspanten und Zwischenstringer, eine verstärkte Außenhaut und eine Doppelhülle aus Stahl, die Temperaturen von bis zu −50 °C standhalten konnten. Obwohl sie kein Eisbrecher war, konnte sie bei voller Maschinenleistung Eis von einer Dicke von einem Meter durchfahren, dabei erreichte sie fünf bis sechs Knoten.
Das Schiff hatte eine Länge von 75,15 Metern und war 14,3 Meter breit, wobei der Tiefgang 7,32 Meter betrug. Es war mit 2206,41 BRT registriert. Der Motor war ein 8-Zylinder-Dieselmotor von Burmeister & Wain, der 2530 PS erreichte und auf offenem Meer mit voller Beladung dem Schiff eine Geschwindigkeit von 13 Knoten ermöglichte.

## Schicksal
Die Nella Dan wurde nach ihrer erstmaligen Nutzung 1962 fast immer an die australische Regierung vermietet, von der sie als Versorgungsschiff in der Antarktis eingesetzt wurde. Von der Macquarieinsel aus steuerte sie mit Lebensmitteln und Material verschiedene australische Forschungsstationen an.
Ab 1979 wurde sie in der Tiefseeforschung eingesetzt, nachdem sie mit einem Hubschrauberdeck, einem Amphibienfahrzeug sowie Labor- und Computerräumen ausgerüstet worden war. Sie konnte jetzt bis zu 42 Passagiere aufnehmen.
Am 3. Dezember 1987 riss ein Sturm das auf einer Versorgungsfahrt vor der Macquarieinsel liegende Schiff aus der Verankerung, und es lief wenige Meter vor der Inselküste auf Grund. Für eine Reparatur zu stark beschädigt, wurde es in 200 Meter tiefes Wasser geschleppt, wo es Feuer fing und am 24. Dezember 1987 versank.

## Ehrungen
In der Antarktis sind der Nella-Fjord, Nella Island und der Nella Rock nach dem Schiff benannt.